# Babicsek Bernát-díj
A Babicsek Bernát-díj művészeti kitüntetést 2022-ben alapította a Turay Ida Színház.

## Története
A díjat Babicsek Bernát 2021-ben elhunyt színész-zenész-énekes emlékének tisztelegve alapította a Turay Ida Színház. Az elismerést minden évben egy 41 év alatti fiatal, tehetséges, zenész-színésznek fog odaítélni az erre a célra megválasztott kuratórium. Az első díjat 2023-ban adták át.

## Díjazottak
- 2023 - Borbély Richárd[4]
- 2024 - Ember Márk[5]
- 2025 - Dósa Mátyás[6]